# Pellionia paucidentata
Pellionia paucidentata là loài thực vật có hoa trong họ Tầm ma. Loài này được (H. Schroet.) S.S. Chien mô tả khoa học đầu tiên năm 1963.